# Togolees voetbalelftal (mannen)

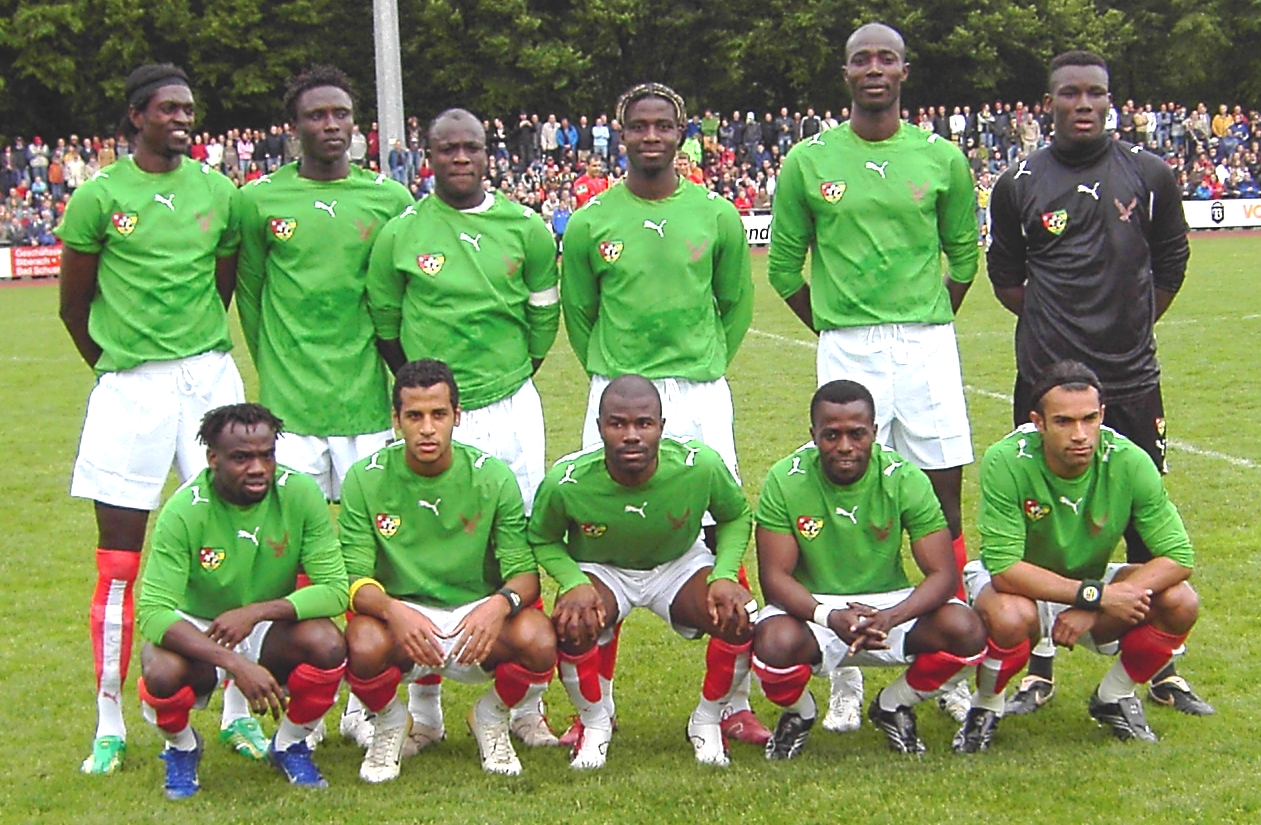
Het Togolees elftal voor een oefenwedstrijd, 2006

Het Togolees voetbalelftal is een team van voetballers dat Togo vertegenwoordigt bij internationale wedstrijden zoals de (kwalificatie)wedstrijden voor het WK en de Afrika Cup. Tot de onafhankelijkheid in 1960 heette Togo Frans Togoland.
De Fédération Togolaise de Football werd in 1960 opgericht en is aangesloten bij de CAF en de FIFA (sinds 1964). Het Togolees voetbalelftal behaalde in augustus 2006 met de 46e plaats de hoogste positie op de FIFA-wereldranglijst, in april 1994 werd met de 123e plaats de laagste positie bereikt. De positie werd ook in juli 2011 bereikt.

## Deelnames aan internationale toernooien

### Wereldkampioenschap
In 2006 nam Togo voor de eerste en tot dusver enige keer mee aan het wereldkampioenschap voetbal. Het toernooi werd dat jaar gespeeld in Duitsland en Togo kwam terecht in poule G. Op 13 juni 2006 speelde het land eerst tegen Zuid-Korea. De wedstrijd werd verloren met 1–2. De enige goal voor Togo werd gemaakt door Mohamed Kader. Hij maakt in de 31e minuut de eerste treffer waardoor Togo op voorsprong kwam. De twee andere wedstrijden in deze poule werden gespeeld tegen Zwitserland (0–2) en Frankrijk (0–2).
Togo moest na afloop van het toernooi 60.000 euro overmaken aan de FIFA. De wereldvoetbalbond oordeelde dat de Afrikaanse debutant met het interne gesteggel over de WK-premies "een soepel verloop van het belangrijkste FIFA-evenement in gevaar heeft gebracht". Volgens de FIFA was sprake van "onwaardig gedrag voor een WK-deelnemer". Togo ontliep een zwaardere sanctie omdat de nationale bond zich nadrukkelijk excuseerde voor de soap waarbij een boycot van de spelers en een breuk met de bondscoach dreigde.
Tijdens het WK in Duitsland dreigden de voetballers van Togo niet in actie te komen tegen Zwitserland. De ploeg had een conflict met de eigen bond over de uit te keren premies. Pas na ingrijpen van de FIFA besloten de Afrikanen te spelen. De toenmalige bondscoach van Togo, de Duitser Otto Pfister, leek tijdens het toernooi op te stappen vanwege het gerezen conflict, maar bleef uiteindelijk toch aan. Zijn Nederlandse assistent Piet Hamberg pakte wel zijn koffers.
| Wereldkampioenschap voetbal overzicht | Wereldkampioenschap voetbal overzicht | Wereldkampioenschap voetbal overzicht | Wereldkampioenschap voetbal overzicht | Wereldkampioenschap voetbal overzicht | Wereldkampioenschap voetbal overzicht | Wereldkampioenschap voetbal overzicht | Wereldkampioenschap voetbal overzicht | Wereldkampioenschap voetbal overzicht |
| Jaar                                  | Ronde                                 | Wed.                                  | W                                     | G                                     | V                                     | DV                                    | DT                                    | Kwal                                  |
| ------------------------------------- | ------------------------------------- | ------------------------------------- | ------------------------------------- | ------------------------------------- | ------------------------------------- | ------------------------------------- | ------------------------------------- | ------------------------------------- |
| 1974                                  | Niet gekwalificeerd                   | Niet gekwalificeerd                   | Niet gekwalificeerd                   | Niet gekwalificeerd                   | Niet gekwalificeerd                   | Niet gekwalificeerd                   | Niet gekwalificeerd                   | Niet gekwalificeerd                   |
| 1978                                  | Niet gekwalificeerd                   | Niet gekwalificeerd                   | Niet gekwalificeerd                   | Niet gekwalificeerd                   | Niet gekwalificeerd                   | Niet gekwalificeerd                   | Niet gekwalificeerd                   | Niet gekwalificeerd                   |
| 1982                                  | Niet gekwalificeerd                   | Niet gekwalificeerd                   | Niet gekwalificeerd                   | Niet gekwalificeerd                   | Niet gekwalificeerd                   | Niet gekwalificeerd                   | Niet gekwalificeerd                   | Niet gekwalificeerd                   |
| 1986                                  | Teruggetrokken                        | Teruggetrokken                        | Teruggetrokken                        | Teruggetrokken                        | Teruggetrokken                        | Teruggetrokken                        | Teruggetrokken                        | Teruggetrokken                        |
| 1990                                  | Teruggetrokken                        | Teruggetrokken                        | Teruggetrokken                        | Teruggetrokken                        | Teruggetrokken                        | Teruggetrokken                        | Teruggetrokken                        | Teruggetrokken                        |
| 1994                                  | Niet gekwalificeerd                   | Niet gekwalificeerd                   | Niet gekwalificeerd                   | Niet gekwalificeerd                   | Niet gekwalificeerd                   | Niet gekwalificeerd                   | Niet gekwalificeerd                   | Niet gekwalificeerd                   |
| 1998                                  | Niet gekwalificeerd                   | Niet gekwalificeerd                   | Niet gekwalificeerd                   | Niet gekwalificeerd                   | Niet gekwalificeerd                   | Niet gekwalificeerd                   | Niet gekwalificeerd                   | Niet gekwalificeerd                   |
| 2002                                  | Niet gekwalificeerd                   | Niet gekwalificeerd                   | Niet gekwalificeerd                   | Niet gekwalificeerd                   | Niet gekwalificeerd                   | Niet gekwalificeerd                   | Niet gekwalificeerd                   | Niet gekwalificeerd                   |
| 2006                                  | Groepsfase                            | 3                                     | 0                                     | 0                                     | 3                                     | 1                                     | 6                                     | (Kwal.)                               |
| 2010                                  | Niet gekwalificeerd                   | Niet gekwalificeerd                   | Niet gekwalificeerd                   | Niet gekwalificeerd                   | Niet gekwalificeerd                   | Niet gekwalificeerd                   | Niet gekwalificeerd                   | Niet gekwalificeerd                   |
| 2014                                  | Niet gekwalificeerd                   | Niet gekwalificeerd                   | Niet gekwalificeerd                   | Niet gekwalificeerd                   | Niet gekwalificeerd                   | Niet gekwalificeerd                   | Niet gekwalificeerd                   | Niet gekwalificeerd                   |
| 2018                                  | Niet gekwalificeerd                   | Niet gekwalificeerd                   | Niet gekwalificeerd                   | Niet gekwalificeerd                   | Niet gekwalificeerd                   | Niet gekwalificeerd                   | Niet gekwalificeerd                   | Niet gekwalificeerd                   |
| 2022                                  | Niet gekwalificeerd                   | Niet gekwalificeerd                   | Niet gekwalificeerd                   | Niet gekwalificeerd                   | Niet gekwalificeerd                   | Niet gekwalificeerd                   | Niet gekwalificeerd                   | Niet gekwalificeerd                   |
| 2026                                  | kwalificatie                          | kwalificatie                          | kwalificatie                          | kwalificatie                          | kwalificatie                          | kwalificatie                          | kwalificatie                          | kwalificatie                          |

### Afrikaans kampioenschap
| Afrika Cup overzicht | Afrika Cup overzicht             | Afrika Cup overzicht             | Afrika Cup overzicht             | Afrika Cup overzicht             | Afrika Cup overzicht             | Afrika Cup overzicht             | Afrika Cup overzicht             | Afrika Cup overzicht             |
| Jaar                 | Ronde                            | Wed.                             | W                                | G                                | V                                | DV                               | DT                               | Kwal                             |
| -------------------- | -------------------------------- | -------------------------------- | -------------------------------- | -------------------------------- | -------------------------------- | -------------------------------- | -------------------------------- | -------------------------------- |
| 1968                 | Niet gekwalificeerd              | Niet gekwalificeerd              | Niet gekwalificeerd              | Niet gekwalificeerd              | Niet gekwalificeerd              | Niet gekwalificeerd              | Niet gekwalificeerd              | Niet gekwalificeerd              |
| 1970                 | Niet gekwalificeerd              | Niet gekwalificeerd              | Niet gekwalificeerd              | Niet gekwalificeerd              | Niet gekwalificeerd              | Niet gekwalificeerd              | Niet gekwalificeerd              | Niet gekwalificeerd              |
| 1972                 | Groepsfase                       | 3                                | 0                                | 2                                | 1                                | 4                                | 6                                | (Kwal.)                          |
| 1974                 | Teruggetrokken                   | Teruggetrokken                   | Teruggetrokken                   | Teruggetrokken                   | Teruggetrokken                   | Teruggetrokken                   | Teruggetrokken                   | Teruggetrokken                   |
| 1976                 | Niet gekwalificeerd              | Niet gekwalificeerd              | Niet gekwalificeerd              | Niet gekwalificeerd              | Niet gekwalificeerd              | Niet gekwalificeerd              | Niet gekwalificeerd              | Niet gekwalificeerd              |
| 1978                 | Niet gekwalificeerd              | Niet gekwalificeerd              | Niet gekwalificeerd              | Niet gekwalificeerd              | Niet gekwalificeerd              | Niet gekwalificeerd              | Niet gekwalificeerd              | Niet gekwalificeerd              |
| 1980                 | Niet gekwalificeerd              | Niet gekwalificeerd              | Niet gekwalificeerd              | Niet gekwalificeerd              | Niet gekwalificeerd              | Niet gekwalificeerd              | Niet gekwalificeerd              | Niet gekwalificeerd              |
| 1982                 | Niet gekwalificeerd              | Niet gekwalificeerd              | Niet gekwalificeerd              | Niet gekwalificeerd              | Niet gekwalificeerd              | Niet gekwalificeerd              | Niet gekwalificeerd              | Niet gekwalificeerd              |
| 1984                 | Groepsfase                       | 3                                | 0                                | 1                                | 2                                | 1                                | 7                                | (Kwal.)                          |
| 1986                 | Niet gekwalificeerd              | Niet gekwalificeerd              | Niet gekwalificeerd              | Niet gekwalificeerd              | Niet gekwalificeerd              | Niet gekwalificeerd              | Niet gekwalificeerd              | Niet gekwalificeerd              |
| 1988                 | Niet gekwalificeerd              | Niet gekwalificeerd              | Niet gekwalificeerd              | Niet gekwalificeerd              | Niet gekwalificeerd              | Niet gekwalificeerd              | Niet gekwalificeerd              | Niet gekwalificeerd              |
| 1990                 | Teruggetrokken                   | Teruggetrokken                   | Teruggetrokken                   | Teruggetrokken                   | Teruggetrokken                   | Teruggetrokken                   | Teruggetrokken                   | Teruggetrokken                   |
| 1992                 | Niet gekwalificeerd              | Niet gekwalificeerd              | Niet gekwalificeerd              | Niet gekwalificeerd              | Niet gekwalificeerd              | Niet gekwalificeerd              | Niet gekwalificeerd              | Niet gekwalificeerd              |
| 1994                 | Teruggetrokken                   | Teruggetrokken                   | Teruggetrokken                   | Teruggetrokken                   | Teruggetrokken                   | Teruggetrokken                   | Teruggetrokken                   | Teruggetrokken                   |
| 1996                 | Niet gekwalificeerd              | Niet gekwalificeerd              | Niet gekwalificeerd              | Niet gekwalificeerd              | Niet gekwalificeerd              | Niet gekwalificeerd              | Niet gekwalificeerd              | Niet gekwalificeerd              |
| 1998                 | Groepsfase                       | 3                                | 1                                | 0                                | 2                                | 3                                | 3                                | (Kwal.)                          |
| 2000                 | Groepsfase                       | 3                                | 1                                | 1                                | 1                                | 2                                | 3                                | (Kwal.)                          |
| 2002                 | Groepsfase                       | 3                                | 0                                | 2                                | 1                                | 0                                | 3                                | (Kwal.)                          |
| 2004                 | Niet gekwalificeerd              | Niet gekwalificeerd              | Niet gekwalificeerd              | Niet gekwalificeerd              | Niet gekwalificeerd              | Niet gekwalificeerd              | Niet gekwalificeerd              | Niet gekwalificeerd              |
| 2006                 | Groepsfase                       | 3                                | 0                                | 0                                | 3                                | 2                                | 7                                | (Kwal.)                          |
| 2008                 | Niet gekwalificeerd              | Niet gekwalificeerd              | Niet gekwalificeerd              | Niet gekwalificeerd              | Niet gekwalificeerd              | Niet gekwalificeerd              | Niet gekwalificeerd              | Niet gekwalificeerd              |
| 2010                 | Teruggetrokken (na kwalificatie) | Teruggetrokken (na kwalificatie) | Teruggetrokken (na kwalificatie) | Teruggetrokken (na kwalificatie) | Teruggetrokken (na kwalificatie) | Teruggetrokken (na kwalificatie) | Teruggetrokken (na kwalificatie) | Teruggetrokken (na kwalificatie) |
| 2012                 | Niet gekwalificeerd              | Niet gekwalificeerd              | Niet gekwalificeerd              | Niet gekwalificeerd              | Niet gekwalificeerd              | Niet gekwalificeerd              | Niet gekwalificeerd              | Niet gekwalificeerd              |
| 2013                 | Kwartfinale                      | 3                                | 0                                | 0                                | 3                                | 2                                | 7                                | (Kwal.)                          |
| 2015                 | Niet gekwalificeerd              | Niet gekwalificeerd              | Niet gekwalificeerd              | Niet gekwalificeerd              | Niet gekwalificeerd              | Niet gekwalificeerd              | Niet gekwalificeerd              | Niet gekwalificeerd              |
| 2017                 | Groepsfase                       | 3                                | 0                                | 1                                | 2                                | 2                                | 6                                | (Kwal.)                          |
| 2019                 | Niet gekwalificeerd              | Niet gekwalificeerd              | Niet gekwalificeerd              | Niet gekwalificeerd              | Niet gekwalificeerd              | Niet gekwalificeerd              | Niet gekwalificeerd              | Niet gekwalificeerd              |
| 2021                 | Niet gekwalificeerd              | Niet gekwalificeerd              | Niet gekwalificeerd              | Niet gekwalificeerd              | Niet gekwalificeerd              | Niet gekwalificeerd              | Niet gekwalificeerd              | Niet gekwalificeerd              |
| 2023                 | Niet gekwalificeerd              | Niet gekwalificeerd              | Niet gekwalificeerd              | Niet gekwalificeerd              | Niet gekwalificeerd              | Niet gekwalificeerd              | Niet gekwalificeerd              | Niet gekwalificeerd              |
| 2025                 | Niet gekwalificeerd              | Niet gekwalificeerd              | Niet gekwalificeerd              | Niet gekwalificeerd              | Niet gekwalificeerd              | Niet gekwalificeerd              | Niet gekwalificeerd              | Niet gekwalificeerd              |

### African Championship of Nations
| African Championship of Nations overzicht | African Championship of Nations overzicht | African Championship of Nations overzicht | African Championship of Nations overzicht | African Championship of Nations overzicht | African Championship of Nations overzicht | African Championship of Nations overzicht | African Championship of Nations overzicht | African Championship of Nations overzicht |
| Jaar                                      | Ronde                                     | Wed.                                      | W                                         | G                                         | V                                         | DV                                        | DT                                        | Kwal                                      |
| ----------------------------------------- | ----------------------------------------- | ----------------------------------------- | ----------------------------------------- | ----------------------------------------- | ----------------------------------------- | ----------------------------------------- | ----------------------------------------- | ----------------------------------------- |
| 2009                                      | Niet gekwalificeerd                       | Niet gekwalificeerd                       | Niet gekwalificeerd                       | Niet gekwalificeerd                       | Niet gekwalificeerd                       | Niet gekwalificeerd                       | Niet gekwalificeerd                       | Niet gekwalificeerd                       |
| 2011                                      | Niet gekwalificeerd                       | Niet gekwalificeerd                       | Niet gekwalificeerd                       | Niet gekwalificeerd                       | Niet gekwalificeerd                       | Niet gekwalificeerd                       | Niet gekwalificeerd                       | Niet gekwalificeerd                       |
| 2014                                      | Niet gekwalificeerd                       | Niet gekwalificeerd                       | Niet gekwalificeerd                       | Niet gekwalificeerd                       | Niet gekwalificeerd                       | Niet gekwalificeerd                       | Niet gekwalificeerd                       | Niet gekwalificeerd                       |
| 2016                                      | Niet gekwalificeerd                       | Niet gekwalificeerd                       | Niet gekwalificeerd                       | Niet gekwalificeerd                       | Niet gekwalificeerd                       | Niet gekwalificeerd                       | Niet gekwalificeerd                       | Niet gekwalificeerd                       |
| 2018                                      | Niet gekwalifceerd                        | Niet gekwalifceerd                        | Niet gekwalifceerd                        | Niet gekwalifceerd                        | Niet gekwalifceerd                        | Niet gekwalifceerd                        | Niet gekwalifceerd                        | Niet gekwalifceerd                        |
| 2020                                      | Groepsfase                                | 3                                         | 1                                         | 0                                         | 2                                         | 4                                         | 5                                         | (Kwal.)                                   |
| 2022                                      | Niet gekwalificeerd                       | Niet gekwalificeerd                       | Niet gekwalificeerd                       | Niet gekwalificeerd                       | Niet gekwalificeerd                       | Niet gekwalificeerd                       | Niet gekwalificeerd                       | Niet gekwalificeerd                       |

### West African Nations Cup
| West African Nations Cup overzicht | West African Nations Cup overzicht | West African Nations Cup overzicht | West African Nations Cup overzicht | West African Nations Cup overzicht | West African Nations Cup overzicht | West African Nations Cup overzicht | West African Nations Cup overzicht | West African Nations Cup overzicht |
| Jaar                               | Ronde                              | Wed.                               | W                                  | G                                  | V                                  | DV                                 | DT                                 |                                    |
| ---------------------------------- | ---------------------------------- | ---------------------------------- | ---------------------------------- | ---------------------------------- | ---------------------------------- | ---------------------------------- | ---------------------------------- | ---------------------------------- |
| 1982                               | Tweede                             | 4                                  | 2                                  | 1                                  | 1                                  | 5                                  | 4                                  |                                    |
| 1983                               | Tweede                             | 4                                  | 2                                  | 1                                  | 1                                  | 7                                  | 4                                  |                                    |
| 1984                               | Tweede                             | 5                                  | 1                                  | 4                                  | 0                                  | 7                                  | 5                                  |                                    |
| 1986                               | Tweede                             | 6                                  | 3                                  | 1                                  | 2                                  | 8                                  | 7                                  |                                    |
| 1987                               | Vierde                             | 5                                  | 2                                  | 0                                  | 3                                  | 3                                  | 9                                  |                                    |
| Totaal                             | 5/5                                | 24                                 | 10                                 | 7                                  | 7                                  | 30                                 | 29                                 |                                    |

### WAFU Nations Cup
| WAFU Nations Cup overzicht | WAFU Nations Cup overzicht | WAFU Nations Cup overzicht | WAFU Nations Cup overzicht | WAFU Nations Cup overzicht | WAFU Nations Cup overzicht | WAFU Nations Cup overzicht | WAFU Nations Cup overzicht | WAFU Nations Cup overzicht |
| Jaar                       | Ronde                      | Wed.                       | W                          | G                          | V                          | DV                         | DT                         |                            |
| -------------------------- | -------------------------- | -------------------------- | -------------------------- | -------------------------- | -------------------------- | -------------------------- | -------------------------- | -------------------------- |
| 2010                       | Groepsfase                 | 3                          | 0                          | 0                          | 3                          | 1                          | 11                         |                            |
| 2011                       | Kampioen                   | 4                          | 3                          | 0                          | 1                          | 10                         | 7                          |                            |
| 2013                       | Derde                      | 4                          | 3                          | 0                          | 1                          | 10                         | 5                          |                            |
| 2017                       | Eerste ronde               | 1                          | 0                          | 1                          | 0                          | 0                          | 0                          |                            |
| 2019                       | Kwartfinale                | 2                          | 1                          | 1                          | 0                          | 2                          | 1                          |                            |

## FIFA-wereldranglijst[3]
| 1993 | 1994 | 1995 | 1996 | 1997 | 1998 | 1999 | 2000 | 2001 | 2002 | 2003 | 2004 | 2005 | 2006 | 2007 | 2008 | 2009 | 2010 | 2011 | 2012 | 2013 | 2014 | 2015 | 2016 | 2017 | 2018 |
| ---- | ---- | ---- | ---- | ---- | ---- | ---- | ---- | ---- | ---- | ---- | ---- | ---- | ---- | ---- | ---- | ---- | ---- | ---- | ---- | ---- | ---- | ---- | ---- | ---- | ---- |
| 113  | 86   | 92   | 87   | 78   | 68   | 87   | 81   | 71   | 86   | 94   | 89   | 56   | 60   | 72   | 86   | 71   | 103  | 101  | 71   | 72   | 62   | 96   | 91   | 122  | 123  |

## Aanslag op het team in 2010
Op vrijdag 8 januari 2010 was het elftal onderweg naar de exclave Cabinda, waar het haar eerste groepswedstrijd om de Afrika Cup zou spelen. Bij de grens werd de spelersbus van het Togolese elftal beschoten door rebellen van het FLEC met machinegeweren. Daarbij kwamen drie mensen om het leven, de assistent-bondscoach Améleté Abalo, een voorlichter en de chauffeur. De spelers Kodjovi Obilale en Serge Akakpo raakten met zeven anderen gewond.
Naar aanleiding van deze aanslag trok Togo zich terug. De spelers gaven een dag later aan om toch te willen spelen, maar uiteindelijk besloot de Togolese overheid het team terug te trekken.
In navolging van dit incident werd Togo door de Afrikaanse voetbalbond (CAF) voor 4 jaar geschorst voor deelname aan de Afrika Cup, maar na bemiddeling van de FIFA werd deze beslissing vier maanden later herroepen.

## Trivia
- Het team kreeg in West-Europa, maar met name Nederland bekendheid door opmerkelijke commercials van de tv-zender MTV, waarbij de Duitse jongen Toni Zudenstein o.a. middels vreemde uitdossingen liet weten groot fan te zijn van het Togolese team.

## Selecties

### Wereldkampioenschap
| Selectie van Togo bij het Wereldkampioenschap 2006 | Selectie van Togo bij het Wereldkampioenschap 2006 | Selectie van Togo bij het Wereldkampioenschap 2006 | Selectie van Togo bij het Wereldkampioenschap 2006 | Selectie van Togo bij het Wereldkampioenschap 2006 | Selectie van Togo bij het Wereldkampioenschap 2006 | Selectie van Togo bij het Wereldkampioenschap 2006 | Selectie van Togo bij het Wereldkampioenschap 2006 | Selectie van Togo bij het Wereldkampioenschap 2006 |
| №                                                  | Naam                                               | Wed.                                               | Dlpnt.                                             | Club                                               |                                                    |                                                    |                                                    |                                                    |
| -------------------------------------------------- | -------------------------------------------------- | -------------------------------------------------- | -------------------------------------------------- | -------------------------------------------------- | -------------------------------------------------- | -------------------------------------------------- | -------------------------------------------------- | -------------------------------------------------- |
| Doel                                               |                                                    |                                                    |                                                    |                                                    |                                                    |                                                    |                                                    |                                                    |
| 1                                                  | Ouro Tchagnirou                                    |                                                    |                                                    | Djoliba AC                                         |                                                    |                                                    |                                                    |                                                    |
| 16                                                 | Kossi Agassa                                       |                                                    |                                                    | FC Metz                                            |                                                    |                                                    |                                                    |                                                    |
| 22                                                 | Kodjovi Obilale                                    |                                                    |                                                    | Étoile Filante de Lomé                             |                                                    |                                                    |                                                    |                                                    |
| Verdediging                                        |                                                    |                                                    |                                                    |                                                    |                                                    |                                                    |                                                    |                                                    |
| 2                                                  | Daré Nibombé                                       |                                                    |                                                    | RAEC Mons                                          |                                                    |                                                    |                                                    |                                                    |
| 3                                                  | Jean-Paul Abalo                                    |                                                    |                                                    | APOEL Nicosia                                      |                                                    |                                                    |                                                    |                                                    |
| 5                                                  | Massamesso Tchangai                                |                                                    |                                                    | Benevento                                          |                                                    |                                                    |                                                    |                                                    |
| 12                                                 | Éric Akoto                                         |                                                    |                                                    | FC Admira Wacker                                   |                                                    |                                                    |                                                    |                                                    |
| 13                                                 | Richmond Forson                                    |                                                    |                                                    | Le Poiré-sur-Vie                                   |                                                    |                                                    |                                                    |                                                    |
| 21                                                 | Karim Guédé                                        |                                                    |                                                    | Hamburger SV                                       |                                                    |                                                    |                                                    |                                                    |
| 23                                                 | Assimiou Touré                                     |                                                    |                                                    | Bayer Leverkusen                                   |                                                    |                                                    |                                                    |                                                    |
| Middenveld                                         |                                                    |                                                    |                                                    |                                                    |                                                    |                                                    |                                                    |                                                    |
| 6                                                  | Yao Aziawonou                                      |                                                    |                                                    | BSC Young Boys                                     |                                                    |                                                    |                                                    |                                                    |
| 7                                                  | Moustapha Salifou                                  |                                                    |                                                    | Stade Brest                                        |                                                    |                                                    |                                                    |                                                    |
| 8                                                  | Kuami Agboh                                        |                                                    |                                                    | KSK Beveren                                        |                                                    |                                                    |                                                    |                                                    |
| 9                                                  | Thomas Dossevi                                     |                                                    |                                                    | Valenciennes                                       |                                                    |                                                    |                                                    |                                                    |
| 10                                                 | Cheriffe Toure                                     |                                                    |                                                    | FC Metz                                            |                                                    |                                                    |                                                    |                                                    |
| 15                                                 | Alaixys Romao                                      |                                                    |                                                    | CS Louhans-Cuiseaux                                |                                                    |                                                    |                                                    |                                                    |
| 19                                                 | Ludovic Assemoassa                                 |                                                    |                                                    | Ciudad de Murcia                                   |                                                    |                                                    |                                                    |                                                    |
| 20                                                 | Affo Erassa                                        |                                                    |                                                    | AS Moulins                                         |                                                    |                                                    |                                                    |                                                    |
| Aanval                                             |                                                    |                                                    |                                                    |                                                    |                                                    |                                                    |                                                    |                                                    |
| 4                                                  | Emmanuel Adebayor                                  |                                                    |                                                    | Arsenal                                            |                                                    |                                                    |                                                    |                                                    |
| 11                                                 | Robert Malm                                        |                                                    |                                                    | Stade Brest                                        |                                                    |                                                    |                                                    |                                                    |
| 14                                                 | Adekanmi Olufade                                   |                                                    |                                                    | Al-Sailiya                                         |                                                    |                                                    |                                                    |                                                    |
| 17                                                 | Mohamed Kader                                      |                                                    |                                                    | EA Guingamp                                        |                                                    |                                                    |                                                    |                                                    |
| 18                                                 | Yao Senaya                                         |                                                    |                                                    | SC Young Fellows                                   |                                                    |                                                    |                                                    |                                                    |
| Bondscoach: Otto Pfister                           |                                                    |                                                    |                                                    |                                                    |                                                    |                                                    |                                                    |                                                    |

### Afrika Cup
| Selectie van Togo bij het Afrikaans kampioenschap 1998 | Selectie van Togo bij het Afrikaans kampioenschap 1998 | Selectie van Togo bij het Afrikaans kampioenschap 1998 | Selectie van Togo bij het Afrikaans kampioenschap 1998 | Selectie van Togo bij het Afrikaans kampioenschap 1998 | Selectie van Togo bij het Afrikaans kampioenschap 1998 | Selectie van Togo bij het Afrikaans kampioenschap 1998 | Selectie van Togo bij het Afrikaans kampioenschap 1998 | Selectie van Togo bij het Afrikaans kampioenschap 1998 |
| №                                                      | Naam                                                   | Wed.                                                   | Dlpnt.                                                 | Club                                                   |                                                        |                                                        |                                                        |                                                        |
| ------------------------------------------------------ | ------------------------------------------------------ | ------------------------------------------------------ | ------------------------------------------------------ | ------------------------------------------------------ | ------------------------------------------------------ | ------------------------------------------------------ | ------------------------------------------------------ | ------------------------------------------------------ |
| Doel                                                   |                                                        |                                                        |                                                        |                                                        |                                                        |                                                        |                                                        |                                                        |
| 1                                                      | Wake Nibombe                                           |                                                        |                                                        | Ashanti Gold                                           |                                                        |                                                        |                                                        |                                                        |
| 16                                                     | Kbati Ouadja                                           |                                                        |                                                        | Étoile Filante de Lomé                                 |                                                        |                                                        |                                                        |                                                        |
| 22                                                     | Adantor Akakpo                                         |                                                        |                                                        | Agaza Lomé                                             |                                                        |                                                        |                                                        |                                                        |
| Verdediging                                            |                                                        |                                                        |                                                        |                                                        |                                                        |                                                        |                                                        |                                                        |
| 2                                                      | Messan Ametokodo                                       |                                                        |                                                        | AS MangaSport                                          |                                                        |                                                        |                                                        |                                                        |
| 3                                                      | Yao Senaya                                             |                                                        |                                                        | AS Cannes                                              |                                                        |                                                        |                                                        |                                                        |
| 4                                                      | Massamasso Tchangaï                                    |                                                        |                                                        | CA Bizertin                                            |                                                        |                                                        |                                                        |                                                        |
| 5                                                      | Jean-Paul Abalo                                        |                                                        |                                                        | Amiens SC                                              |                                                        |                                                        |                                                        |                                                        |
| 6                                                      | Ratei Takpara                                          |                                                        |                                                        | Bengarden                                              |                                                        |                                                        |                                                        |                                                        |
| 15                                                     | Rodjo Balogou                                          |                                                        |                                                        | Neuchâtel Xamax                                        |                                                        |                                                        |                                                        |                                                        |
| 18                                                     | Amavi Agbobly-Atayi                                    |                                                        |                                                        | Agaza Lomé                                             |                                                        |                                                        |                                                        |                                                        |
| Middenveld                                             |                                                        |                                                        |                                                        |                                                        |                                                        |                                                        |                                                        |                                                        |
| 7                                                      | Abdoulaye Loukoumanou                                  |                                                        |                                                        | FC Istres                                              |                                                        |                                                        |                                                        |                                                        |
| 8                                                      | Lantame Ouadja                                         |                                                        |                                                        | Servette Genève                                        |                                                        |                                                        |                                                        |                                                        |
| 12                                                     | Komlan Assignon                                        |                                                        |                                                        | AS Cannes                                              |                                                        |                                                        |                                                        |                                                        |
| 13                                                     | Cheriffe Toure                                         |                                                        |                                                        | 1. FC Nürnberg                                         |                                                        |                                                        |                                                        |                                                        |
| 14                                                     | Koukouvi Akpalo                                        |                                                        |                                                        | Sporting Toulon Var                                    |                                                        |                                                        |                                                        |                                                        |
| 19                                                     | Rafael Akakpo                                          |                                                        |                                                        | Brunei                                                 |                                                        |                                                        |                                                        |                                                        |
| 21                                                     | Abidou Tchagnao                                        |                                                        |                                                        | FC Sète                                                |                                                        |                                                        |                                                        |                                                        |
| Aanval                                                 |                                                        |                                                        |                                                        |                                                        |                                                        |                                                        |                                                        |                                                        |
| 9                                                      | Kossi Noutsoudje                                       |                                                        |                                                        | Ashanti Gold                                           |                                                        |                                                        |                                                        |                                                        |
| 10                                                     | Bachirou Salou                                         |                                                        |                                                        | MSV Duisburg                                           |                                                        |                                                        |                                                        |                                                        |
| 11                                                     | Franck Dote                                            |                                                        |                                                        | AS MangaSport                                          |                                                        |                                                        |                                                        |                                                        |
| 17                                                     | Mohamed Kader                                          |                                                        |                                                        | CA Bizertin                                            |                                                        |                                                        |                                                        |                                                        |
| 20                                                     | Djima Oyawole                                          |                                                        |                                                        | FC Lorient                                             |                                                        |                                                        |                                                        |                                                        |
| Bondscoach: Eberhard Vogel                             |                                                        |                                                        |                                                        |                                                        |                                                        |                                                        |                                                        |                                                        |

| Selectie van Togo bij het Afrikaans kampioenschap 2017 | Selectie van Togo bij het Afrikaans kampioenschap 2017 | Selectie van Togo bij het Afrikaans kampioenschap 2017 | Selectie van Togo bij het Afrikaans kampioenschap 2017 | Selectie van Togo bij het Afrikaans kampioenschap 2017 | Selectie van Togo bij het Afrikaans kampioenschap 2017 | Selectie van Togo bij het Afrikaans kampioenschap 2017 | Selectie van Togo bij het Afrikaans kampioenschap 2017 | Selectie van Togo bij het Afrikaans kampioenschap 2017 |
| №                                                      | Naam                                                   | Wed.                                                   | Dlpnt.                                                 | Club                                                   |                                                        |                                                        |                                                        |                                                        |
| ------------------------------------------------------ | ------------------------------------------------------ | ------------------------------------------------------ | ------------------------------------------------------ | ------------------------------------------------------ | ------------------------------------------------------ | ------------------------------------------------------ | ------------------------------------------------------ | ------------------------------------------------------ |
| Doel                                                   |                                                        |                                                        |                                                        |                                                        |                                                        |                                                        |                                                        |                                                        |
| 1                                                      | Cedric Mensah                                          |                                                        |                                                        | Le Mans FC                                             |                                                        |                                                        |                                                        |                                                        |
| 16                                                     | Kossi Agassa                                           |                                                        |                                                        | Stade Reims                                            |                                                        |                                                        |                                                        |                                                        |
| 23                                                     | Baba Tchagouni                                         |                                                        |                                                        | FC Marmande 47                                         |                                                        |                                                        |                                                        |                                                        |
| Verdediging                                            |                                                        |                                                        |                                                        |                                                        |                                                        |                                                        |                                                        |                                                        |
| 3                                                      | Hakim Ouro-Sama                                        |                                                        |                                                        | AS Togo-Port Lomé                                      |                                                        |                                                        |                                                        |                                                        |
| 5                                                      | Serge Akakpo                                           |                                                        |                                                        | Trabzonspor                                            |                                                        |                                                        |                                                        |                                                        |
| 6                                                      | Abdoul Mamah                                           |                                                        |                                                        | Dacia Chişinău                                         |                                                        |                                                        |                                                        |                                                        |
| 9                                                      | Vincent Bossou                                         |                                                        |                                                        | Young Africans                                         |                                                        |                                                        |                                                        |                                                        |
| 13                                                     | Sadat Ouro-Akoriko                                     |                                                        |                                                        | Al-Khaleej                                             |                                                        |                                                        |                                                        |                                                        |
| 21                                                     | Dakonam Djené                                          |                                                        |                                                        | Sint-Truidense VV                                      |                                                        |                                                        |                                                        |                                                        |
| Middenveld                                             |                                                        |                                                        |                                                        |                                                        |                                                        |                                                        |                                                        |                                                        |
| 8                                                      | Komlan Agbegniadan                                     |                                                        |                                                        | WAFA                                                   |                                                        |                                                        |                                                        |                                                        |
| 7                                                      | Mathieu Dossevi                                        |                                                        |                                                        | Standard Luik                                          |                                                        |                                                        |                                                        |                                                        |
| 10                                                     | Floyd Ayité                                            |                                                        |                                                        | Fulham                                                 |                                                        |                                                        |                                                        |                                                        |
| 11                                                     | Maklibè Kouloum                                        |                                                        |                                                        | Dynamic Togolais                                       |                                                        |                                                        |                                                        |                                                        |
| 12                                                     | Razak Boukari                                          |                                                        |                                                        | LB Châteauroux                                         |                                                        |                                                        |                                                        |                                                        |
| 14                                                     | Prince Segbefia                                        |                                                        |                                                        | Göztepe                                                |                                                        |                                                        |                                                        |                                                        |
| 15                                                     | Alaixys Romao                                          |                                                        |                                                        | Olympiakos Piraeus                                     |                                                        |                                                        |                                                        |                                                        |
| 18                                                     | Lalawélé Atakora                                       |                                                        |                                                        | Helsingborgs IF                                        |                                                        |                                                        |                                                        |                                                        |
| 19                                                     | Kodjo Laba                                             |                                                        |                                                        | RS Berkane                                             |                                                        |                                                        |                                                        |                                                        |
| 20                                                     | Akoete Eninful                                         |                                                        |                                                        | Doxa Katokopias                                        |                                                        |                                                        |                                                        |                                                        |
| Aanval                                                 |                                                        |                                                        |                                                        |                                                        |                                                        |                                                        |                                                        |                                                        |
| 2                                                      | Koffi Atchou                                           |                                                        |                                                        | Dynamic Togolais                                       |                                                        |                                                        |                                                        |                                                        |
| 4                                                      | Emmanuel Adebayor                                      |                                                        |                                                        | Clubloos                                               |                                                        |                                                        |                                                        |                                                        |
| 17                                                     | Serge Gakpé                                            |                                                        |                                                        | Genoa CFC                                              |                                                        |                                                        |                                                        |                                                        |
| 22                                                     | Ihlas Bebou                                            |                                                        |                                                        | Fortuna Düsseldorf                                     |                                                        |                                                        |                                                        |                                                        |
| Bondscoach: Claude Le Roy                              |                                                        |                                                        |                                                        |                                                        |                                                        |                                                        |                                                        |                                                        |

FTF · Selecties · Togolees vrouwenelftal
1950 – 1959 · 
1960 – 1969 · 
1970 – 1979 · 
1980 – 1989 · 
1990 – 1999 · 
2000 – 2009 · 
2010 – 2019 ·
2020 − 2029
WK 2006
Algerije ·
Angola ·
Bahrein ·
Benin ·
Botswana ·
Bukina Faso ·
Centraal-Afrikaanse Republiek ·
Chili ·
Comoren ·
Congo-Bazzaville ·
Congo-Kinshasa ·
Denemarken ·
Djibouti ·
Egypte ·
Equatoriaal-Guinea ·
Ethiopië ·
Frankrijk ·
Gabon ·
Gambia ·
Ghana ·
Guinee ·
Guinee-Bissau ·
Iran ·
Ivoorkust ·
Japan ·
Kaapverdië ·
Kameroen ·
Kenia ·
Lesotho ·
Liberia ·
Libië ·
Liechtenstein ·
Luxemburg ·
Madagaskar ·
Malawi ·
Mali ·
Marokko ·
Mauritanië ·
Mauritius ·
Mozambique ·
Namibië ·
Niger ·
Nigeria ·
Oeganda ·
Oman ·
Paraguay ·
Rwanda ·
Sao Tomé en Principe ·
Saoedi-Arabië ·
Senegal ·
Sierra Leone ·
Soedan ·
Swaziland ·
Tsjaad ·
Tunesië ·
Verenigde Arabische Emiraten ·
Zambia ·
Zimbabwe ·
Zuid-Korea ·
Zuid-Soedan ·
Zwitserland
Frankrijk (2006) · 
Zuid-Korea (2006) · 
Zwitserland (2006)